# Лагофтальм
Лагофта́льм — симптом, який проявляється неможливістю повного закриття очей (повіки не змикаються, нерідко виникає запалення рогівки) при паралічі лицьового нерва, вроджених коротких повіках, їхньому рубцевому вивороті тощо.

## Причини
Причини виникнення лагофтальму — параліч лицьового нерва, ретракція, рубці повіки, екзофтальм, симблефарон. Параліч лицьового нерва може бути вродженим, ідіопатичним (параліч Белла), розвинутися як наслідок переохолодження, захворювання вуха, менінгіту, ВІЛ-інфекції та інших захворювань. Лагофтальм іноді зумовлений також вродженою короткістю повіки, але набагато частіше він виникає внаслідок рубцевих процесів на шкірі обличчя та повік і нерідко обумовлюється значним випинанням очного яблука (екзофтальм); це спостерігається при зростанні позаду ока пухлини і при інших орбітальних процесах.

## Симптоми
Об'єктивно очна щілина на стороні ураження помітно ширша, нижню повіку опущена і відстає від очного яблука. Внаслідок вивороту нижньої повіки і слізної точки з'являється сльозотеча. Через незмикання повіки очей відкриті під час сну. Постійний або тимчасовий лагофтальм призводить до розвитку сухості ока, виникають дистрофія рогівки, кератит, виразки рогівки.

## Лікування
Лікування лагофтальму залежить від причини виникнення хвороби. При паралічі лицьового нерва проводять лікування у невролога під постійним наглядом офтальмолога. Місцеве лікування на початковому етапі спрямоване на зволоження рогівки (штучна сльоза, 20 % розчин сульфацил-натрію, масло обліпихи, мазі з антибіотиками, особливо на ніч) і зменшення сльозотечі (повіку тимчасово підтягують пластиром).
Можливе виконання хірургічних відновних операцій — латеральне і медіальне зшивання повік здійснюють в процесі лікування (як при тимчасовому, так і при стійкому лагофтальмі), щоб уникнути запалення рогівки, створення тимчасового птозу. З метою функціональної реабілітації вводять золоті імплантати у верхню повіку, а також здійснюють горизонтальне вкорочення нижньої повіки, щоб підтягнути її до очного яблука.
Рекомендується використання м'яких контактних лінз як захисних пов'язок. Необхідне лікування паралічу лицьового нерпа, вивороту повік, а також усунення причин, що викликали екзофтальм.
Прогноз, як правило, сприятливий, але за наявності виразки рогівки він значно погіршується.